# David Jackson (réalisateur)
Pour les articles homonymes, voir David Jackson et Jackson.
David Jackson est un réalisateur, scénariste et producteur américain.

## Filmographie

### Cinéma
- 2016 : Love and Coffee
- 2017 : L'ombre de mes souvenirs (Off the Rails)

### Télévision

#### Séries télévisées
- 1984 - 1989 : Deux flics à Miami (Miami Vice) (4 épisodes)
- 1985 - 1989 : Equalizer (The Equalizer) (saison 4, épisode 13)
- 1987 : Les Incorruptibles de Chicago (Crime Story) (saison 2, épisode 9)
- 1987 : Mike Hammer (saison 3, épisodes 13 et 17)
- 1987 : Texas Police (saison 1, épisode 7)
- 1987 - 1989 : 21 Jump Street (3 épisodes)
- 1988 : Buck James (saison 1, épisode 14)
- 1989 : CBS Summer Playhouse (saison 3, épisode 1)
- 1989 : Booker (saison 1, épisode 1)
- 1989 : Tom Bell (2 épisodes)
- 1989 : Médecin à Honolulu (Island Son) (saison 1, épisode 7)
- 1990 : DEA (saison 1, épisodes 3 et 8)
- 1990 : Shades of LA (saison 1, épisode 6)
- 1990 : Wolf (saison 1, épisode 11)
- 1990 / 1992 : Les Nouvelles Aventures de la créature du marais (Swamp Thing: The Series) (6 épisodes)
- 1995 : Loïs et Clark : Les Nouvelles Aventures de Superman (Lois & Clark: The New Adventures of Superman) (saison 2, épisode 19 / saison 3, épisode 5)
- 1995 : Drôle de chance (Strange Luck) (3 épisodes)
- 1996 : The Future Lasts a Long Time
- 1996 : Mr. et Mrs. Smith (Mr. & Mrs. Smith) (saison 1, épisode 1)
- 1996 : Dark Skies : L'Impossible Vérité (Dark Skies)
- 1996 / 2001 : Nash Bridges (5 épisodes)
- 1997 : Profiler (saison 1, épisode 16)
- 1997 : Roar, la légende de Conor (Roar) (saison 1, épisode 9)
- 1998 : Le Caméléon (The Pretender) (saison 1, épisode 1)
- 2000 : Dark Angel (saison 1, épisode 5)
- 2000 : Invisible Man (The Invisible Man) (saison 1, épisode 8)
- 2001 : Aux portes du cauchemar (The Nightmare Room) (saison 1, épisode 1)
- 2001 : The Lone Gunmen : Au cœur du complot (The Lone Gunmen) (saison 1, épisode 3)
- 2001 : Witchblade (saison 1, épisodes 4 et 11)
- 2001 - 2003 : Washington Police (The District) (6 épisodes)
- 2002 : For the People (saison 1, épisode 7)
- 2003 : Smallville (saison 3, épisode 7)
- 2004 : Charmed (3 épisodes)
- 2005 : Summerland (saison 2, épisode 2)
- 2005 : Threshold : Premier Contact (Threshold) (saison 1, épisode 9)
- 2005 : Supernatural (saison 1, épisode 7)
- 2006 : South Beach (saison 1, épisode 7)
- 2006 - 2007 / 2010 : Les Experts : Manhattan (CSI: NY) (3 épisodes)
- 2006 - 2008 : Les Frères Scott (One Tree Hill) (4 épisodes)
- 2009 : Mental (saison 1, épisodes 6 et 8)
- 2011 : Vampire Diaries (saison 3, épisode 7)
- 2011 : The Cape (saison 1, épisode 3)
- 2011 - 2012 : Supah Ninjas (saison 1, épisodes 9 et 23)
- 2011 - 2013 : The Lying Game (3 épisodes)
- 2014 : Twisted (saison 1, épisode 14)
- 2015 : Bloodlines (saison 1, épisode 1)
- 2019 : Dwight in Shining Armor (saison 2, épisode 9)

#### Téléfilms
- 1991 : Voices that Care
- 1993 : Commando express (Death Train)
- 1995 : Night Watch
- 1996 : Code Name: Wolverine
- 1996 : Voice from the Grave
- 1997 : Peur à domicile (Home Invasion)
- 1998 : Rivage mortel (The Lake)
- 1999 : Une fille dangereuse (The Wrong Girl)
- 1999 : Atomic Train
- 1999 : The Jesse Ventura Story
- 2000 : Le Prix de l'éternité (The Spring)
- 2003 : Contamination mortelle (Do or Die)
- 2005 : Les Ailes du chaos (Locusts)
- 2005 : La terre sacrée des bisons (Buffalo Dreams)
- 2006 : Les Sorcières d'Halloween 4 (Return to Halloweentown)
- 2008 : Le prix du sang (Street Warrior)
- 2009 : Un vœu pour être heureux (The Wishing Well)
- 2015 : Coup de foudre au manoir hanté (The Spirit of Christmas)
- 2016 : Meurtres sur le campus (The Cheerleader Murders)
- 2018 : Le parfait village de Noël (Christmas Perfection)
- 2018 : Un Noël décisif (Last Vermont Christmas)

### Scénariste
- 1985 : Equalizer (The Equalizer) (saison 2, épisode 10)
- 1986 - 1987 : Deux flics à Miami (Miami Vice) (saison 3, épisodes 2 et 17)
- 1987 : 21 Jump Street (saison 2, épisode 5)
- 1988 : Buck James (saison 1, épisode 14)
- 1991 : Voices that Care
- 1993 : Commando express (Death Train)
- 1995 : Night Watch
- 2000 : Le Prix de l'éternité (The Spring)
- 2003 : Contamination mortelle (Do or Die)

### Producteur exécutif
- 2003 : Contamination mortelle (Do or Die)